# Derongisor
Derongisor is een bestuurslaag in het regentschap Wonosobo van de provincie Midden-Java, Indonesië. Derongisor telt 2416 inwoners (volkstelling 2010).